# Tomasz Wasilkowski
Tomasz Wasilkowski (ur. 20 lipca 1983 w Sosnowcu) – polski trener piłki siatkowej mężczyzn i kobiet, wykładowca akademicki. Ukończył w 2002 r. III Liceum Ogólnokształcące im. Bolesława Prusa w Sosnowcu i studia na AWF Katowice w 2007 r. na kierunku Wychowanie fizyczne, specjalizacja trener piłki siatkowej. Później został wykładowcą na tej uczelni do 2012 r. Pracował także w SMS PZPS Sosnowiec oraz SMS PZPS Spała, był asystentem trenera reprezentacji juniorek na Mistrzostwach Europy w 2010 r. oraz kadetek i kadetów. 
W 2021 roku wydał książkę pt. "Mistrzowski umysł - Mój tata to geniusz".
W 2023 roku zdiagnozowano u niego raka. Leczył się w Niemczech. Był poddawany operacjom twarzy, nosa i oczu, także chemioterapii i radioterapii.

## Kariery trenerska
| Sezon     | W klubie                                                                                | Drużyna                                                                                 | Funkcja                      |
| --------- | --------------------------------------------------------------------------------------- | --------------------------------------------------------------------------------------- | ---------------------------- |
| 2007/2008 |                                                                                         | SMS PZPS Sosnowiec (kobiety)                                                            | trener stażysta              |
| 2008/2009 | SMS PZPS Spała                                                                          | I trener                                                                                |                              |
| 2009/2010 | SMS PZPS Sosnowiec (kobiety)                                                            | I trener                                                                                |                              |
| 2010/2011 | do 12.2010                                                                              | I trener                                                                                | SMS PZPS Sosnowiec (kobiety) |
| 2010/2011 | od 12.2010                                                                              | Siatkarz Wieluń                                                                         | asystent trenera             |
| 2011/2012 |                                                                                         | Siatkarz Wieluń                                                                         | I trener                     |
| 2012/2013 | Ślepsk Suwałki                                                                          |                                                                                         | I trener                     |
| 2013/2014 | do 12.04.2014                                                                           | Atom Trefl Sopot (kobiety)                                                              | asystent trenera             |
| 2013/2014 | od 12.04.2014                                                                           | Atom Trefl Sopot (kobiety)                                                              | I trener                     |
| 2014/2015 |                                                                                         | Tauron Banimex MKS Dąbrowa Górnicza (kobiety)                                           | asystent trenera             |
| 2015/2016 | do 03.01.2016                                                                           | MKS Będzin                                                                              | I trener                     |
| 2016/2017 |                                                                                         | El Jaish SC                                                                             | I trener                     |
| 2017/2018 | Cuprum Lubin                                                                            | asystent trenera                                                                        |                              |
| 2018/2019 | Berlin Recycling Volleys                                                                | asystent trenera                                                                        |                              |
| 2019/2020 | do 09.12.2019                                                                           | Exact Systems Norwid Częstochowa                                                        | I trener                     |
| 2020/2021 |                                                                                         | Arago de Sète                                                                           | asystent trenera             |
| 2021/2022 | Energiequelle Netzhoppers KW-Bestensee                                                  | I trener                                                                                |                              |
| 2022/2023 | Energiequelle Netzhoppers KW-Bestensee                                                  | I trener                                                                                |                              |
| 2023/2024 | NawaRo Straubing (kobiety)                                                              | I trener                                                                                |                              |
| 2025/2026 | PSG Stal Nysa                                                                           | asystent trenera                                                                        |                              |
| Lata      | Drużyna                                                                                 | Drużyna                                                                                 | Funkcja                      |
| 2006-2007 | Francuski Związek Piłki Siatkowej                                                       | Francuski Związek Piłki Siatkowej                                                       | trener stażysta              |
| 2007-2010 | Reprezentacja Polski Kadetów Reprezentacja Polski Kadetek Reprezentacja Polski Juniorek | Reprezentacja Polski Kadetów Reprezentacja Polski Kadetek Reprezentacja Polski Juniorek | asystent trenera             |
| 2023      | Chorwacja                                                                               | Chorwacja                                                                               | asystent trenera             |

## Jako I trener

### Sukcesy klubowe
kobiety
Liga polska:
- 2014

mężczyźni
Klubowe Mistrzostwa Krajów Arabskich:
- 2017

Liga katarska:
- 2017